# Chet Singh
Chet Singh (* 1960 in Jamaika) ist ein Musiker, Dichter sowie Professor für Philosophie und Politik.

## Leben
In seiner Kindheit und Jugend ist Chet Singh mit seiner Familie häufig in andere Länder umgezogen. Er hat daher unter anderem in Guyana, Barbados, St. Kitts, St. Lucia und Fidschi gelebt. In den genannten Ländern hat er viel Armut und Ungleichheit erlebt. Diese Erfahrungen haben ihn stark geprägt und dazu geführt, sich später intensiv mit den Ursachen für soziale Ungerechtigkeiten auseinanderzusetzen.

## Musikalische Karriere
Als Student der Trent University in Peterborough (Ontario, Kanada) gründete Chet Singh Anfang der 1980er Jahre die Band One Mind, die in Zeiten rassistischer Angriffe auf ausländische Studierende verbal Stellung bezog. Mit Liedern und Gedichten prangerte die Band soziale Ungleichheit und politische Missstände an und war damit laut Singh „Pionier des gesprochenen Wortes“. Die Band One Mind ist dem Genre des Dub Poetry zuzuordnen.

Chet Singh ist Gründungsmitglied des Dub Poets Collective und wurde dessen Kreativdirektor.

Als Solokünstler hat Chet Singh mehrere Alben veröffentlicht. Seine Musik changiert zwischen den Genres Dub und Reggae, seine konfrontativen Texte behandeln politische und gesellschaftliche Themen.

## Diskografie
- 2004: Dub Trinity And Chet Singh (mit Dub Trinity)
- 2007: Darkness Of Daylight
- 2010: Recessionary Revolutionaries
- 2013: Occupation Nation
- 2015: Diasporic Dub[3]

## Berufliche Karriere
Chet Singh hat an folgenden postsekundären Bildungseinrichtungen unterrichtet:
- Centennial College, Toronto
- University of Toronto
- York University, Toronto
- Sheridan College, Ontario
- Sir Sanford Fleming College, Peterborough.

Bis heute ist Chet Singh als Professor am Centennial College in Toronto tätig.

Für herausragende Lehrtätigkeiten hat Singh einige Preise erhalten, darunter 2012 den John & Suanne Roueche Excellence Award sowie 2013 den Teaching Excellence Award (Silver) der früheren Association of Canadian Community College, heute bekannt als Colleges and Institutes Canada (CICan).
Zusätzlich war Chet Singh als Menschenrechtsberater für Regierungen, Krankenhäuser und Schulbehörden tätig.